# The Seventh Victim
The Seventh Victim (bra A Sétima Vítima) é um filme estadunidense do gênero terror e filme noir, estrelado por Tom Conway, Jean Brooks, Isabel Jewell, Kim Hunter (em sua estréia no cinema), e Hugh Beaumont, dirigido Mark Robson, e produzido por Val Lewton para a RKO Radio Pictures. O filme conta a história de uma jovem (Kim Hunter) que procura por sua irmã desaparecida em Nova York e acaba encontrando uma seita satânica.

## Sinopse
Mary (Kim Hunter) procura por sua irmã Jacqueline (Jean Brooks), que deixou de visitá-la e parou de pagar as mensalidades escolares há vários meses. A direção do colégio diz que Mary somente poderia continuar a estudar ali se trabalhasse para a escola, a fim de pagar por seus estudos. 
Mary decide deixar a escola e tentar encontrar sua irmã. Ela retorna a Nova York, onde descobre que Jacqueline vendera seu negócio de cosméticos oito meses antes. Ela localiza o apartamento que a irmã alugava, e encontra lá apenas uma cadeira e um laço de enforcamento pendurado do teto. Sabendo que sua irmã jamais cometeria suicídio, Mary se torna ainda mais ansiosa e determinada para encontrá-la. 
Sua investigação, auxiliada por um detetive particular que acaba assassinado (Lou Lubin), a leva ao marido secreto de Jacqueline, Gregory Ward (Hugh Beaumont), a um poeta falido (Erford Gage) e ao misterioso psiquiatra Dr. Judd (Tom Conway). 
Dr. Judd a ajuda a localizar sua irmã, que havia escapado de uma seita satânica. Durante as investigações Ward se apaixona por Mary, sua cunhada. Enquanto isso, Jacqueline é sequestrada por membros da seita que insistem em matá-la, pois as regras indicam que qualquer um que conte esse segredo deverá morrer. Ela seria a sétima pessoa condenada por esta regra, dai o título do filme. 
Entretanto, o culto tem regras contra a violência, e a decisão é que Jacqueline deveria retirar a própria vida. Quando ela se recusa, os membros da seita a deixam ir, apenas para ser perseguida na rua por um assassino. Ela escapa e retorna ao apartamento de Mary, próximo ao seu. Antes que pudesse entrar em casa, ela encontra sua vizinha, uma jovem muito doente (Elizabeth Russell). A moça diz temer a morte, mas também estar cansada do marasmo e do medo. Ela havia decidido passar a noite fora antes de morrer. 
Jacqueline, perdendo a vontade de viver, entra no apartamento e se mata. A doente anda pela escada vestida para passar a noite fora, ouve um estalo, mas nada faz a respeito.

## Elenco
- Kim Hunter como Mary Gibson
- Hugh Beaumont como Gregory Ward
- Tom Conway como Doutor Louis Judd
- Jean Brooks como Jacqueline Gibson
- Isabel Jewell como Frances Fallon
- Evelyn Brent como Natalie Cortez
- Erford Gage como Jason Hoag
- Elizabeth Russell como Mimi